# Heparinoid
Heparinoids là một glycosaminoglycan, vốn là dẫn xuất của heparin. Chúng bao gồm oligosacarit và polysacarit sunfat của thực vật, động vật hoặc có nguồn gốc tổng hợp. Một nghiên cứu đã được thực hiện trên các heparinoid.
Heparinoids, giống như heparin, hoạt động bằng cách tương tác với các protein có liên kết heparin, thường thông qua các tương tác ion hoặc liên kết hydro. Một số ví dụ về các protein liên kết heparin bao gồm antithrombin III. Nghiên cứu cho rằng nhiều tương tác protein với heparin là không trực tiếp, và thay vào đó, protein liên kết heparin thực sự tương tác với chuỗi bên glycosaminoglycan (GAG) hoặc mucin liên kết với polymer heparin, vì vậy các heparinoid có thể tương tác với các protein này theo cách tương tự, thu thập chuỗi bên GAG trong cơ thể sống. Một ví dụ ngược lại là protein chymase, liên kết trực tiếp với heparin.

## Lịch sử
Heparin lần đầu tiên được sinh viên y khoa Jay McClean phân lập từ gan chó vào năm 1916. Jorpes đã phát hiện ra cấu trúc của heparin polysacarit vào năm 1935, xác định rằng đó là một loại polymer có hàm lượng sulfonat hóa cao của glycosaminoglycoglycan (GAG) và axit uronic. Trong khoảng thời gian đó, heparin bắt đầu được sử dụng trong điều trị dự phòng và điều trị huyết khối sau phẫu thuật.

## Sản xuất
Hiện tại không có quy trình công nghiệp để tổng hợp hoàn toàn heparin; Heparin được phân lập từ mô động vật - thường là phổi bò, nhím và niêm mạc ruột. Tổng quan các heparinoid cũng là các polysacarit tự nhiên, và do vậy cần phải được tinh chế từ thực vật hoặc mô động vật sản xuất ra chúng.